# Midea Group
Midea Group (chiń. 美的集团) – chińskie przedsiębiorstwo zajmujące się produkcją sprzętu AGD, założone w 1968 r. w Foshan (prowincja Guangdong).  W 2016 roku Midea Group znalazła się w Fortune Global 500, zajmując 447 pozycję pod względem przychodów. Przedsiębiorstwo posiada większość udziałów KUKA (95%).
Corocznie 3% zysków przeznaczanych jest na badania i rozwój. Midea posiada centra badawcze, gdzie sprawdzana jest praca urządzeń w warunkach ekstremalnych (laboratoria do badania: dźwięku, długości pracy, warunków pracy w pomieszczeniach, transportu urządzeń. zewnętrznych warunków pracy). Jest wiodącą marką na rynku HVAC, czego potwierdzeniem są liczne certyfikaty, nagrody i referencje z całego świata. Midea może poszczycić się tysiącami prestiżowych projektów, wśród nich np. Stadion Piłkarski Beira-Rio w Brazylii, Międzynarodowe Lotnisko w Pekinie, Pałac Prezydencki w Tiranie czy stacje metra w Dubaju. Firma w swoich 6 fabrykach wytwarza 1/4 klimatyzatorów typu split na świecie.